# إسرائيل أبو حصيرة
إسرائيل أبوحصيرة أو يسرائيل أبوحصيرة (بالعبرية: ישראל אבוחצירא) والمعروف باسم (العربية: بابا صلى، العبرية: באבא סאלי، مضاءة «الصلاة الأب») (1889-1984) و هو الحاخام الذي يقود طائفة السفارديم المغربية والقبالاه الذي اشتهر لقدرته على عمل المعجزات من خلال صلواته. مكان دفنه في نتيفوت ب إسرائيل، أصبحت مزار للصلاة والملتمسين.

## حياة مبكرة
حاخام إسرائيل كان سليل عائلة متميزة من علماء التوراة السفارديم وتزاديكيم الذين كانوا يُعرفون أيضًا باسم baalei mofet (عمال معجزة). وهو حفيد الحاخام يعقوب أبوحصيرة. كان بطريرك هذه العائلة الحاخام شمويل أبو حزيرا. ولد الحاخام شمويل في أرض إسرائيل، وعاش في دمشق لفترة، حيث درس التوراة مع الحاخام حاييم فيتال. في شيم هاجيدوليم، وصف تشيدا الحاخام شموئيل بأنه «إيش أليم قادوش (رجل الله القدوس). ويتحدث الحكيم عن قوته وعجائبه في إنقاذ الجالية اليهودية من العديد من الصعوبات».
وفي النهاية انتقل الحاخام شمويل وعائلته إلى مدينة تافيلالت، المغرب، حيث أصبح ابن الحاخام شموئيل مسعود (موشيه بالعبرية) رأس المدينة. نجح نجل الحاخام مسعود، يعقوب، المعروف باسم أفر يعقوب، والده حاخام تافيلالت. أصبح ابن مسعود الحاخام الأكبر، مسعود، مكانًا في المدينة نفسها، وقد ولد هنا ابنه يسرائيل، المعروف باسم بابا سالي.
ولدت إسرائيل في روش هاشانه 5650 (1889) وترعرعت في منزل تعمّقه دراسة التوراة والسلوك المقدس. عاشت عائلته في عقار كبير شمل مدرسة دينية حيث درس العلماء الصغار ليلاً ونهاراً. وكان بيت الحاخام (دار الحاخامية) من والده، الحاخام مسعود، موجودا أيضا في المبنى. شقيقه الأكبر، الحاخام ديفيد أبوحصيرة، درس بنفسه في العلية. في الأوقات النادرة التي سافر فيها الحاخام مسعود، كان يغطي عينيه برؤوسه لتجنب رؤية مشاهد غير لائقة.
عندما كان طفلاً، كان يسرائيل عالمًا مثابرًا في التوراة، يدرس ليلاً ونهارًا. في سن ال 12، بدأ الصيام خلال الأسابيع الستة من شوفافيم. مع العلم أن والديه لم يسمحوا له بالاستمرار، أخفى صومه عنهم، لكن أخاه داود، لاحظ كم كان ضعيفًا وشاحبًا. على الرغم من أن ديفيد حثه على التوقف، استمر يسرائيل في صومه.
بعد وصوله إلى بار ميتزفه، دخل إلى المدرسة الدينية لأسرته، حيث قام الطلاب في منتصف الليل بالتايكون تشاتزوت، ثم درسوا الأعمال الكابالية حتى الفجر، عندما كانوا يذهبون إلى ميكفه، ويصلون إلى الخدمة الصباحية، ويأكلون وجبة الإفطار. تبع ذلك دراسة معمارية لجيمارا، صلاة العصر، وشيعة في شولتشان أروش.

## جنازة وضريح
توفي في عام 1984 (4 شيفات 5744). حضر جنازته ما يقدر ب 100000 شخص. أصبح مقبرته في نتيفوت موقع حج شهير في إسرائيل. في ذكرى وفاته، يأتي الآلاف لزيارة قبره والصلاة.